# 亀山雄大
亀山 雄大（かめやま ゆうだい、1995年5月5日 - ）は、日本の元ラグビー選手。

## プロフィール
- 千葉県出身[1]。
- 現役時代のポジションはセンター(CTB)。
- 身長 170cm、体重 78kg
- ニックネームはかめ。
- 兄の宏大は元ラグビー選手[2]。
- オールスターゲームの対抗戦選抜に選ばれたことがある[3]。
- 千葉県の国体代表に選ばれたことがある[4]。

## 略歴
ラグビーを始めたきっかけは父の影響から。
2014年、佐倉高校卒業後、筑波大学に入る。
2018年、筑波大学卒業後、NECグリーンロケッツ（現・NECグリーンロケッツ東葛）に加入。
2020年1月26日にジャパンラグビートップリーグ第3節キヤノンイーグルス戦に途中出場で公式戦初出場を果たす。
2022年、現役を引退した。